# 愛はどこに行ったの
「愛はどこに行ったの　Please Answer The Phone」(あいはどこにいったの プリーズ アンサー ザ フォーン) は、1984年4月21日にリリースされた岩崎良美の17枚目のシングル。発売元はキャニオンレコード。

## 概要
A面曲「愛はどこに行ったの」の作詞は康珍化、作曲は林哲司が手掛けており、ともに岩崎への提供は初めてのこととなった。

## 収録曲
1. 愛はどこに行ったの　Please Answer The Phone（4:13）
作詞：康珍化 / 作曲：林哲司 / 編曲：大村雅朗
2. ジャスミンの頃（4:03）
作詞：売野雅勇 / 作曲・編曲：大村雅朗